# Alte Maße und Gewichte (Schweden)
In Schweden wurde das erste einheitliche Maß- und Gewichtssystem 1665 gesetzlich eingeführt. Zuvor gab es verschiedene lokale Varianten. Das System wurde 1735 leicht überarbeitet. 1855 gab es eine Dezimalisierung des Systems mit einem Fuß von zehn Zoll, doch bereits 34 Jahre später (1889) wurde das metrische System eingeführt. Bis in die Mitte des 19. Jahrhunderts stand auf das Fälschen die Todesstrafe. König Karl IX. legte in Norrköping 1604 auf Basis der Rydaholmsalnen die aln auf 59,38 cm fest; in dieser Form galt die Elle von 1605 bis 1863.

## Längen
| Einheit        | deutsch                | Definition | Größe in SI-Einheiten                                   |
| -------------- | ---------------------- | ---------- | ------------------------------------------------------- |
| linje          | Linie                  | 1/12 tum   | = 0,206 cm                                              |
| linje          | Linie                  | 1/10 tum   | = 0,296 cm nach 1863                                    |
| tum            | Daumen, Zoll           | 1/12 fot   | = 2,474 cm                                              |
| tum            | Daumen, Zoll           | 1/10 fot   | = 2,96 cm nach 1863                                     |
| fot            | Fuß                    | ½ aln      | = 29,69 cm nach 1863, vorher Stockholmer fot            |
| kvarter        | Viertelelle            | ¼ aln      |                                                         |
| aln            | Elle                   |            | = 59,37 cm nach 1863, vorher 59,38 cm                   |
| famn           | Faden                  | 3 alnar    |                                                         |
| fjärdingsväg   | Viertelmeile           | ¼ mil      |                                                         |
| mil            | (Land-)Meile           | 18000 aln  | = 10,69 km (1699, gute Entfernung zwischen Gasthäusern) |
| nymil, mil     | Neue Meile             |            | 10 km seit 1889                                         |
| skogsmil, rast | Waldrast               |            | ca. 5 km                                                |
| kyndemil       | Fackelbrenndauer       |            | ca. 16 km                                               |
| stenkast       | Steinwurf              |            | 50 m                                                    |
| stång          | Landvermessungsrute    | 16 fot     |                                                         |
| ref            | Landvermessungseinheit | 160 fot    |                                                         |
| ref            | Landvermessungseinheit | 100 fot    | nach 1855                                               |

### Nautische Maße
| Einheit    | deutsch                | Definition     | Größe in SI-Einheiten  |
| ---------- | ---------------------- | -------------- | ---------------------- |
| kabellängd | Kabellänge             | 100 famnar     | = 178 m (ursprünglich) |
| kabellängd | Kabellänge             | 1 distansminut | = 1/10 Seemeile        |
| kvartmil   | Viertelmeile, Seemeile | ¼ sjömil       | = 1,852 km             |
| sjömil     | Seemeile               | 4 kvartmil     | = 7,408 km             |

## Flächen
| Einheit    | deutsch      | Definition                    | Größe in SI-Einheiten |
| ---------- | ------------ | ----------------------------- | --------------------- |
| kannaland  |              | 1000 fot²                     | = 88,15 m²            |
| kappland   |              |                               | = 154,3 m²            |
| spannland  |              | 16 kappland                   |                       |
| tunnland   |              | 2 spannland                   |                       |
| kvadratmil | Quadratmeile | 36 Millionen famnar², ab 1739 |                       |

## Volumen
| Einheit          | deutsch    | Definition | Größe in SI-Einheiten |
| ---------------- | ---------- | ---------- | --------------------- |
| pot (Pl. pottor) | Topf       |            | = 0,966 l             |
| tunna            | Tonne      | 2 spann    |                       |
| ankare           | Anker      |            | = 39,26 l             |
| ohm, åm          | Ohm        | 155 pottor | = ca. 150 l           |
| storfavn         | Großfaden  |            | = 3,77 m³             |
| kubikkfamn       | Kubikfaden |            | = 5,85 m³             |

## Gewicht
| Einheit    | deutsch     | Definition  | Größe in SI-Einheiten              |
| ---------- | ----------- | ----------- | ---------------------------------- |
| ort        | Ort         | 1/50 mark   | = 4,2508 g                         |
| mark       | Mark        | ½ skålpund  | = 212,5 g (zur Wikingerzeit 203 g) |
| skålpund   | Pfund       |             | = 425,07 g                         |
| bismerpund |             | 12 skålpund | = 5,101 kg                         |
| lispund    | Lispfund    | 20 skålpund | = 8,5014 kg                        |
| skeppspund | Schiffpfund | 20 lispund  | = 170,03 kg                        |

## Zählmaß
| Einheit | deutsch       | Definition |
| ------- | ------------- | ---------- |
| dussin  | Dutzend       | 12 Stück   |
| talft   |               | 12 Stück   |
| skock   | Schock        | 60 Stück   |
| Tjog    | Steige/Stiege | 20 Stück   |

## Währung
| Einheit      | deutsch      | Definition | Definition                    | Definition                    | Definition                    | Definition                    | Definition                    | Definition      |
| Einheit      | deutsch      | 1534       | 1604                          | 1624                          | 1681                          | 1715                          | 1776                          | 1855            |
| ------------ | ------------ | ---------- | ----------------------------- | ----------------------------- | ----------------------------- | ----------------------------- | ----------------------------- | --------------- |
| öre          | Öre          | 1/8 mark   | später durch skilling ersetzt | später durch skilling ersetzt | später durch skilling ersetzt | später durch skilling ersetzt | später durch skilling ersetzt | 1/100 riksdaler |
| skilling     | Schilling    | –          | ⅛ mark                        | ⅛ mark                        | ⅛ mark                        | ⅛ mark                        | 1/48 riksdaler                | ?               |
| mark         | Mark         | ⅓ daler    | ¼ daler                       | ¼ daler                       | ¼ daler                       | ¼ daler                       | ¼ daler                       | ?               |
| daler, krona | Taler, Krone | daler      | daler                         | daler                         | daler                         | daler                         | krona                         | ?               |
| riksdaler    | Reichstaler  | –          | –                             | 1½ daler                      | 2 daler                       | 3 daler                       | 6 daler                       | ?               |